# Hermann I. von Lohn
Hermann I. von Lohn (* um 1200; † 1252) war sechster Graf in der Freigrafschaft Lohn. Mit dem Tode seines Sohnes Hermann im Jahre 1316 erlosch das Geschlecht der Edelherren von Lohn.

## Herkunft und Familie
Hermann von Lohn entstammte als Sohn des Gerhard von Lohn (1155–1221) und dessen Gemahlin von Bredevoort, deren Vorname nicht überliefert ist, dem Geschlecht der Edelherren von Lohn. Er war in erster Ehe mit Sophia verheiratet. Aus dieser Ehe stammt der Sohn Heinrich. Aus der zweiten Ehe mit Euphemia von Coevorden gingen sein Nachfolger Hermann II. von Lohn sowie die Töchter Beatrix, Sophia (⚭ Bernhard II. von Ahaus) und Agnes (⚭ Hermann II. von Voorst) hervor.

## Wirken
Nach dem Tode seines Vaters trat Hermann im Jahre 1225 dessen Nachfolge an. 1238 kam er über eine Erbschaft zusammen mit Ludolf von Steinfurt in den Besitz der Burg Bredevoort. So wurde das Territorium der Freigrafschaft erheblich erweitert. Hermann unterhielt gute Beziehungen zum Grafen Otto von Geldern und trug diesem im Jahre 1246 seinen Anteil an der Burg sowie einige im Achterhoek gelegene Pfarreien als Lehen auf. Sein Bruder Otto übernahm nach Hermanns Tod zunächst die Geschäfte des Grafen, bis der gleichnamige Sohn Hermann 1255 die endgültige Nachfolge als Graf antreten konnte.